# Howlan
Howlan est une communauté dans le comté de Prince de l'Île-du-Prince-Édouard, Canada, au nord-est de O'Leary.